# 보스콤 계곡의 비밀

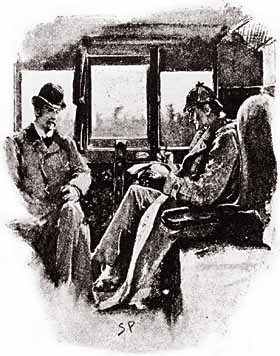

《보스콤 계곡의 비밀》(The Boscombe Valley Mystery)은 1891년 <스트랜드>에 발표된 아서 코난 도일의 셜록 홈즈 시리즈 작품 중의 하나이다. 단편집 셜록 홈즈의 모험에 실리게 되었다.

## 주요 인물
- 존 터너 - 사건의 범인. 예전에 오스트레일리아에서 금 호송마차를 강탈했던 강도였고 이후 부자가 되어 착하게 살면서 속죄하기 위해 영국에 왔다. 그러나 찰스 매카시로부터 계속 협박을 당하며 스트레스를 받아 결국 그를 죽이게 된다. 자신은 찰스 매카시를 죽이고 7개월 후에 죽는다.

- 찰스 매카시 - 예전 오스트레일리아에서 존 터너가 강탈했던 금 호송마차의 마부였다. 계속 기억하고 있다가 몇 십년 후에 만나 자신에게 집을 주지 않으면 경찰에게 신고하겠다고 협박하여 살아오다 존 터너에게 죽는다.

- 제임스 매카시 - 찰스 매카시의 아들. 용의자로 계속 몰린다.

- 엘리스 터너 - 존 터너의 딸. 제임스 매카시가 좋아하는 상대.

- 레스트레이드 - 런던 경시청의 경감. 이 사건 전에는 <주홍색 연구>에 나왔고 이후에도 여러 사건에 나왔다. 홈즈는 그를 자주 무시하는 성향을 보여준다.

## 줄거리

### 이야기 전개의 시작과 제임스의 곤경
레스트레이드는 헤리퍼드셔에서 발생한 농장주의 살인사건에 대해 홈즈에게 도움을 요청한다. 유력한 살해 용의자는 피해자의 아들이다. 홈즈는 제3자가 범인이라 직감하고 과거의 범죄 비밀, 정략, 협박 등이 얽혀 있는 사건을 파헤친다.
셜록 홈즈와 왓슨은 기차를 타고 헤리퍼드셔의 보스콤 계곡으로 향한다. 가는 도중 홈즈는 사건에 대한 뉴스기사를 읽고 왓슨에게 설명해준다.
홀아비이며 대농장의 소유주인 존 터너씨는 앨리스라는 딸이 있고, 오스트레일리아로부터 추방된 찰스 매카시 식구와 함께 살고 있었다. 매카시도 홀아비였고 제임스란 아들이 있다. 어느날, 찰스가 보스콤 호수 근처에서 시체로 발견되었다. 보도에 따르면 찰스는 거기서 누군가를 만나려 했던 것 같다. 두 명의 목격자가 있었고 한 명은 신문에 이름이 나오지 않은 노파였고 다른 한 명은 존 터너가 고용한 사냥터지기 윌리엄 크로더였다. 그들은 찰스가 숲속으로 혼자 걸어가고 있었고 그 뒤를 아들인 제임스가 총을 들고 뒤따랐다고 말했다. 별장지기 딸인 열 네살 소녀 페이션스 모런은 찰스와 제임스가 말다툼을 하고, 제임스가 그의 아버지를 때릴 듯이 손을 들어올렸다고 증언했다. 모런이 어머니에게 달려가 그녀가 목격한 것을 말하고 있을 때 제임스가 피투성이가 된 채 별장으로 달려와서 도움을 요청한다. 모런의 가족이 제임스의 뒤를 따라 호수로 가보니 그의 아버지가 죽어 있었다. 제임스는 체포되고 살인혐의를 받는다. 앨리스 터너는 제임스가 결백하다고 믿고 레스트레이트 형사에게 도움을 요청했고, 결국 레스트레이드가 홈즈를 부른 것이다.
제임스는 증인들의 증언을 인정했지만 숲에 간 이유는 사냥 때문이었지 아버지를 따라 간 게 아니라고 설명했다. 자신의 아버지가 ”쿠우이”라고 외치는 소리를 듣고 아버지를 찾아보니, 아버지는 호수가 근처에 서 있었고 제임스를 보고 매우 놀랐다. 그들은 격렬하게 말싸움을 하고 제임스는 해서리 농장으로 돌아가기로 했다. 잠시후 그는 아버지의 비명을 듣고 돌아와 아버지가 쓰러져 있는 것을 발견했다. 제임스는 아버지를 살리려고 했지만 죽고 말았다고 주장했다. 묵비권이 자신에게 불리하게 적용될 수도 있다는 검시관의 경고에도 불구하고 제임스는 말다툼의 원인을 밝히기를 거부했다. 그는 아버지의 마지막 말이 ”쥐(a rat)”라고 한 것 같았지만 그 의미를 알 수 없다고 진술했다. 그는 또 사건 현장을 최초로 목격할 당시 근처에 외투가 있었지만 나중에 돌아왔을 때는 없어졌다고 했다.
앨리스는 호텔에서 홈즈, 왓슨, 레스트레이드를 만나 홈즈가 제임스의 결백을 증명해 주길 희망한다고 말한다. 그녀는 또한 그녀가 제임스와 아버지 사이의 말다툼의 원인이며, 찰스는 제임스에게 그녀와 결혼하라고 했지만 제임스가 거절했다고 증언한다. 앨리스의 아버지 또한 둘의 결혼을 반대했다. 홈즈가 그녀의 아버지를 만날 수 있는지 묻자 빅토리아 여왕시절부터 알고 지냈던 친구인 찰스의 죽음 이후 아버지의 건강이 더욱 나빠졌다고 말해준다. 홈즈는 제임스를 만나기로 한다.

### 홈즈의 조사와 어 랫(a rat)
홈즈는 제임스가 범인이 누구인지 알지만 보호하려 한다고 잘못 생각한다. 제임스와 찰스간의 말다툼은 앨리스의 생각대로였다. 그녀가 몰랐던 것은 제임스가 그녀를 사랑하고 결혼을 원하고 있지만, 앨리스가 기숙학교에서 돌아오기 전 제임스는 이미 술집여자와 결혼한 상태였다. 이 때문에 제임스는 괴로워했지만 아버지에게 결혼한 사실을 말할 수 없었다. 왜냐하면 그 사실을 아버지가 알게 되면 당장 집에서 쫓겨나고 혼자서는 살아갈 수 없었기 때문이었다. 제임스가 교수형을 당할 지도 모른다는 소식을 듣고 제임스의 아내(술집여자)가 찾아와, 자신은 제임스를 만나기 전에 이미 결혼한 상태였기 때문에 제임스와의 결혼은 무효라고 말한다.
홈즈, 왓슨 그리고 레스트레이드 형사는 해서리 농장으로 가서 찰스와 제임스의 구두를 조사하고, 보스콤 호수에서 홈즈는 찰스와 제임스외 다른 사람이 있었다는 증거를 찾고 그가 살인범이라고 지목한다. 그 범인은 키가 크고, 시가를 피우는 왼손잡이 남자라고 설명하지만 레스트레이드는 믿지 못한다.

### 사건의 결말
호텔에서 홈즈는 왓슨에게 ”쿠우이”는 오스트레일리아 원주민이 쓰는 말이며, 제임스가 들은 ”쥐(a rat)”는 오스트레일리아의 지명인 ”발라라트(Ballarat)”의 마지막 음절이라고 설명해준다. 따라서 찰스가 만나려고 했던 사람은 오스트레일리아부터 알던 사람 중 한 명이었다. 이후 존 터너가 그들을 찾아와 홈즈가 이미 모든 사실을 추리한 걸 알고는 자백한다.
존은 자신이 오스트레일리아 발라라트 갱단의 일원이라고 설명한다. 그들은 찰스가 마부로 일했던 금 호송마차를 습격하여 금을 탈취하고, 찰스가 자신의 신분을 알고 있음에도 그의 목숨을 살려준다. 탈취한 금으로 부자가 되어 영국으로 옮겨온다. 과거를 청산하고 조용히 살기로 하고 친구들과 헤어진다. 그는 땅을 사고 결혼을 해서 앨리스를 얻게 된다. 그러던 중 존은 우연히 찰스를 만나게 되고, 찰스는 그를 협박한다. 존은 찰스에게 해서리 농장과 돈을 준다. 결국 이걸로는 충분치 않아 찰스는 제임스와 앨리스의 결혼을 요구한다. 비록 제임스는 좋아하지만 터너는 찰스가 앨리스를 통해 자신의 재산을 거머쥐려는 걸 용납할 수 없어 결혼을 반대한다. 결국 존은 찰스와 호수가에서 은밀히 만나기로 한다. 찰스와 제임스가 말다툼하는 것을 보면서 존은 제임스가 떠날 때까지 기다린다. 그리고 존은 자신의 자유와 딸의 행복을 위해 찰스를 살해한다. 제임스는 아버지의 비명을 듣고 돌아왔고, 존은 숲속으로 몸을 숨겼다. 그는 급히 숨느라 떨어뜨린 외투를 가지러 돌아와야 했다.
존은 자신의 자술서에 서명하고, 홈즈는 제임스가 풀려나는데 필요하지 않으면 자술서를 공개하지 않겠다고 맹세한다.
홈즈의 반론만으로도 제임스가 석방되기엔 충분했다. 존은 홈즈와 왓슨과의 만남 7개월 후 숨을 거두었다. 아버지 시대의 어두운 과거를 지나 제임스와 앨리스의 앞에는 밝은 미래가 펼쳐진다.